# Willem Adrianus Korpershoek
Willem Adrianus Korpershoek, né le 5 août 1927 et mort le 21 octobre 1990, est un photographe néerlandais travaillant entre 1959 et 1987 pour l'agence du patrimoine culturel des Pays-Bas. Il est inhumé à Echteld.

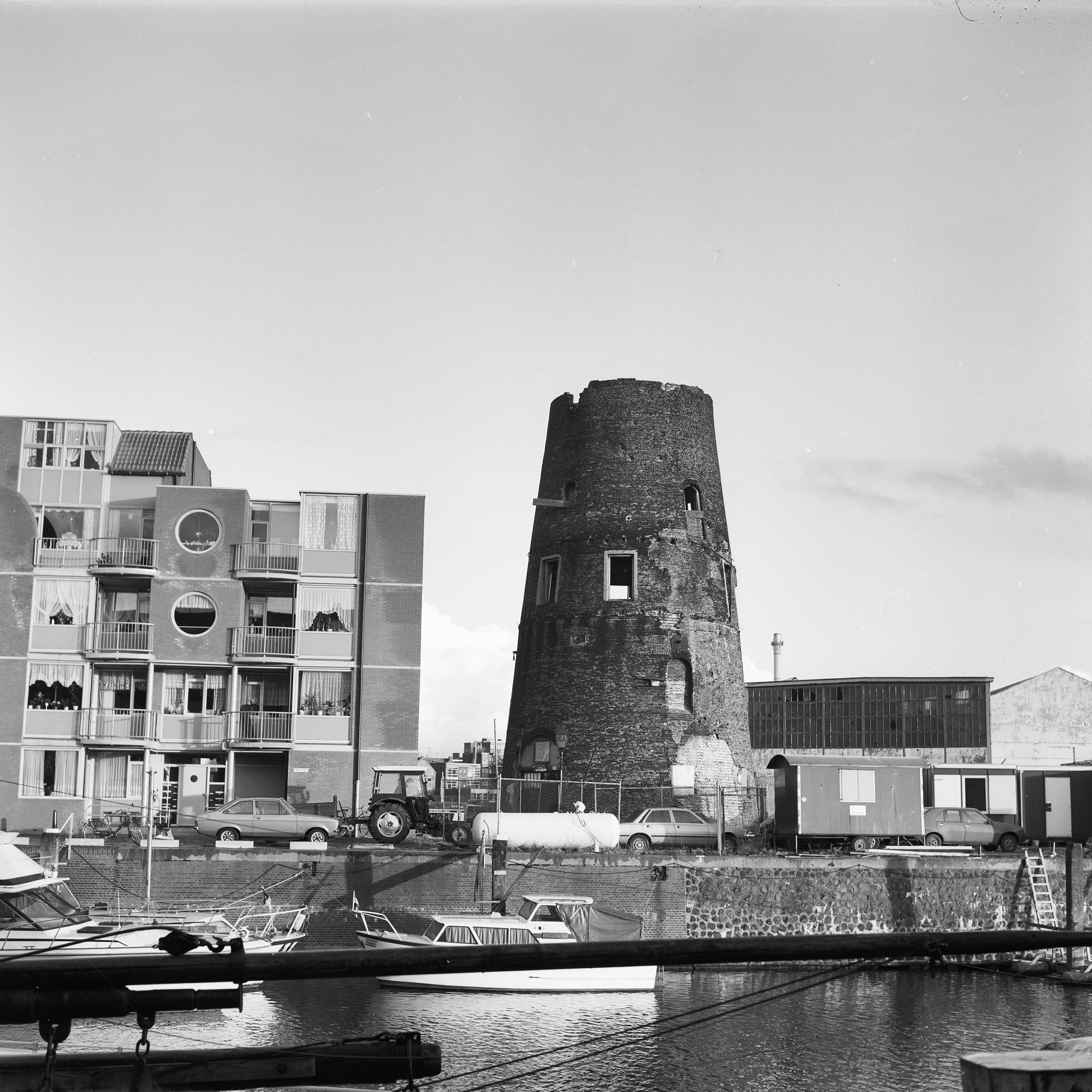
De Distilleerketel, Delfshaven, Rotterdam.
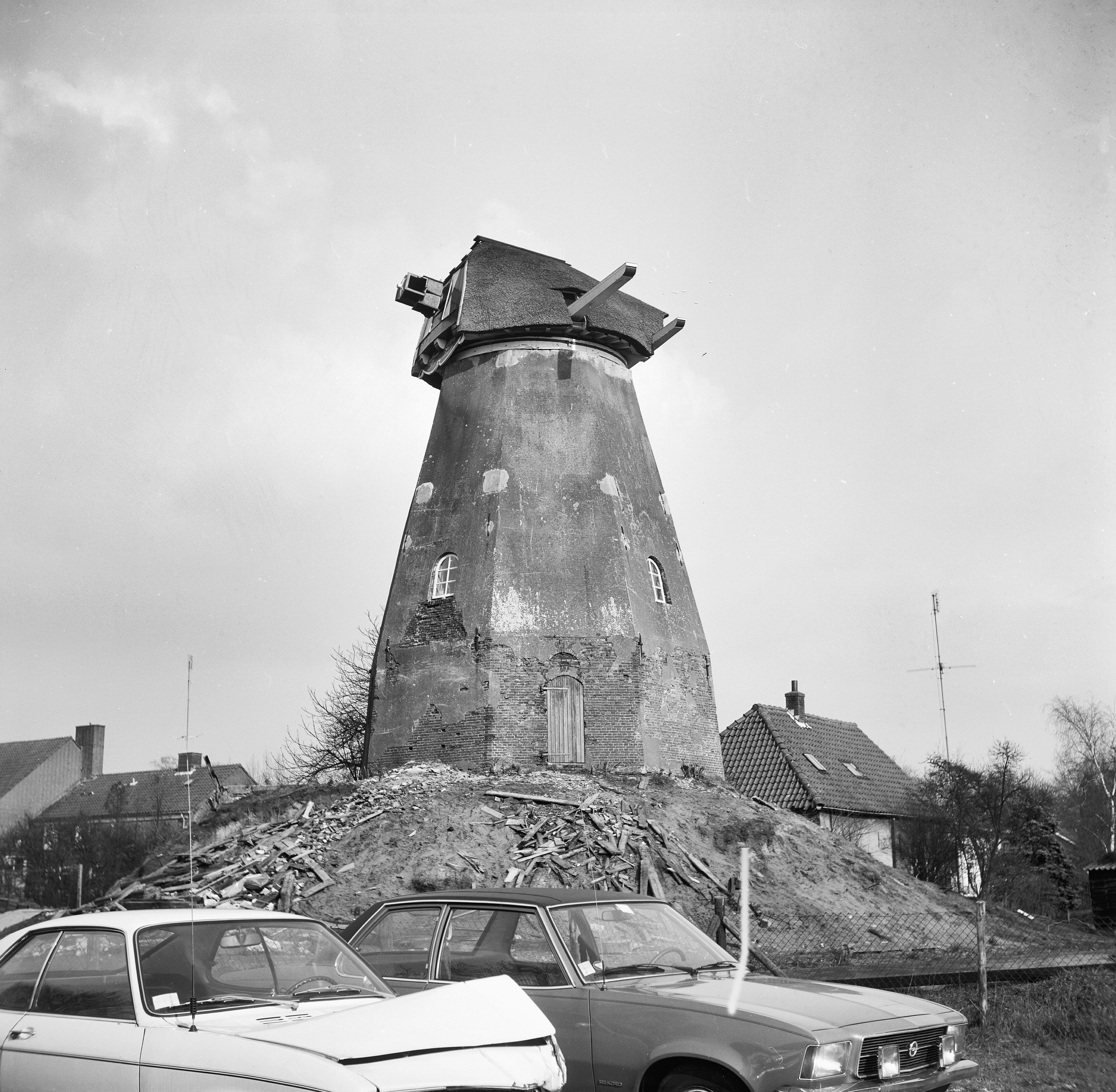
De Keetmolen, Ede.
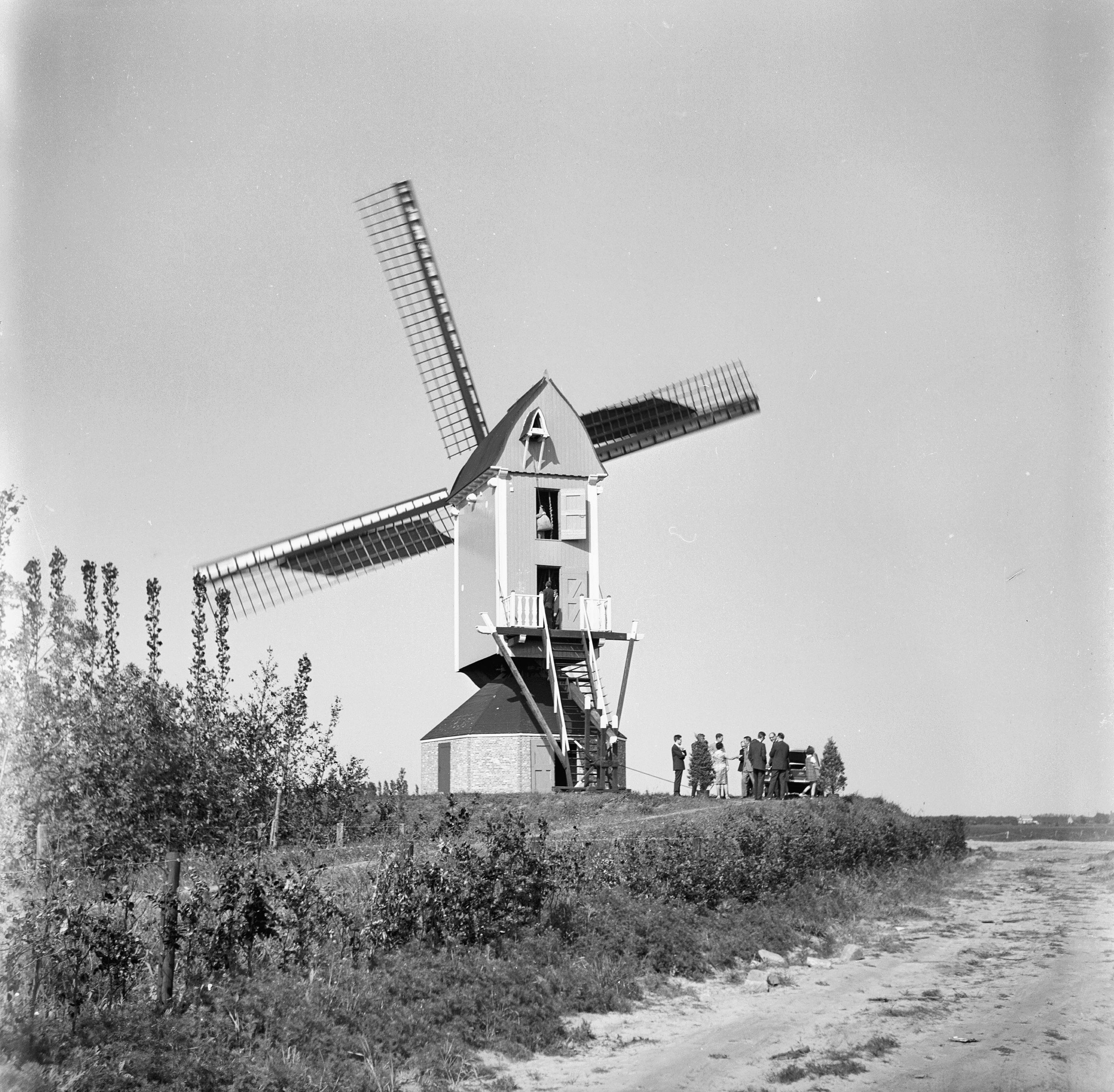
De Hoop, Roosendaal.